# Saint-Hilaire-de-Brethmas
Saint-Hilaire-de-Brethmas település Franciaországban, Gard megyében. Lakosainak száma 4643 fő (2022. január 1.). Saint-Hilaire-de-Brethmas Alès, Deaux, Méjannes-lès-Alès, Saint-Christol-lès-Alès, Saint-Privat-des-Vieux és Vézénobres községekkel határos.

## Népesség
A település népessége az elmúlt években az alábbi módon változott:
| Lakosok száma | 2413 | 2843 | 3470 | 4257 | 4227 | 4174 | 4313 | 4503 | 4598 | 4643 |
|               | 1968 | 1982 | 1990 | 2006 | 2013 | 2015 | 2017 | 2019 | 2020 | 2022 |